# رجل لا ينام (فلم)
رجل لاينام، هو فيلم مصري من إنتاج 1948. من بطولة فريد شوقي، نجمة إبراهيم، مديحة يسري، وإخراج يوسف وهبي.

## القصة
منير صابر (يوسف وهبي) هو طبيب ملتزم ومثالي في عمله ويكرس كل وقته في عيادته ومحاضراته للطلبة متزوج من إمراة مشاكسة غيورة ومريضة بالقلب (نجمة إبراهيم). أثناء سفره بالقطار يلتقي بالغانية خمرية ( مديحة يسري) وصديقتها (نيللي مظلوم) وتنشأ علاقة بينهم فيعالجها إذ كانت تعاني من مرض في الكبد نتيجة شرب الخمور بالكباريه الذي تعمل به. يقع الدكتور منير في حبها وتستغل خمرية الفرصة لتستنزف أمواله وتقدمها لعشيقها البلطجي جلال أبو مشرط (فريد شوقي).